# ألكساندر دجكيو
اليكساندر دجكيو (بالفرنسية: Alexander Djiku) (9 أغسطس 1994 بمونبلييه في فرنسا - ) هو لاعب كرة قدم فرنسي في مركز الدفاع. لعب مع نادي باستيا.

## روابط خارجية
- اليكساندر دجكيو على موقع الاتحاد الأوربي (الإنجليزية)
- اليكساندر دجكيو على موقع اتحاد تركيا (لاعب) (الإنجليزية)
- اليكساندر دجكيو على موقع رابطة كرة القدم الفرنسية للمحترفين (الإنجليزية)
- اليكساندر دجكيو على موقع قاعدة بيانات كرة القدم.إي يو (الإنجليزية)
- اليكساندر دجكيو على موقع ليكيب (الفرنسية)
- اليكساندر دجكيو على موقع ناشيونال فوتبول تيمز (الإنجليزية)
- اليكساندر دجكيو على موقع Soccerway.com (الإنجليزية)
- اليكساندر دجكيو على موقع عالم كرة القدم.نت (الإنجليزية)
- اليكساندر دجكيو على موقع AS.com (الإسبانية)